# William Reais
William Jeff Reais, född 4 maj 1999, är en schweizisk friidrottare som främst tävlar i kortdistanslöpning. Han tävlar för LC Zürich. Reais har blivit schweizisk mästare åtta gånger: sju gånger på 200 meter, varav tre gånger utomhus (2020, 2022–2023) och fyra gånger inomhus (2018–2021) samt en gång utomhus på 100 meter (2023).

## Karriär

### 2018–2019
I februari 2018 tog Reais guld på 200 meter vid schweiziska inomhusmästerskapen i Magglingen efter ett lopp på 21,39 sekunder, där han samtidigt satte ett nytt schweiziskt U20-rekord. I juli samma år tävlade Reais i sitt första internationella mästerskap vid junior-VM i Tammerfors, där han blev utslagen i semifinalen på 200 meter efter ett lopp på 21,51 sekunder. Reais var även en del av Schweiz stafettlag som blev utslagna i försöksheatet på 4×400 meter efter ett lopp på 3.09,48, vilket dock var en förbättring av det schweiziska U20-rekordet med 2,19 sekunder.
I februari 2019 tog Reais sitt andra raka guld på 200 meter vid schweiziska inomhusmästerskapen i St. Gallen efter ett lopp på 21,81 sekunder. I juli samma år tävlade Reais vid U23-EM i Gävle, där han blev utslagen i semifinalen efter ett lopp på 21,47 sekunder. Följande månad tog Reais silver på 200 meter vid schweiziska mästerskapen i Basel på personbästat 20,85 sekunder och blev endast besegrad av Alex Wilson. Han slutade även på fjärde plats på 100 meter efter ett lopp på 10,67 sekunder och var endast två hundradelar från bronsplatsen.

### 2020–2021
I februari 2020 tog Reais sitt tredje raka guld på 200 meter vid schweiziska inomhusmästerskapen i St. Gallen efter ett lopp på personbästat 21,15 sekunder. I september samma år vid schweiziska mästerskapen i Basel tog han guld på 200 meter på personbästat 20,24 sekunder, vilket blev ett nytt schweiziskt U23-rekord samt den näst snabbaste tiden genom tiderna på 200 meter av en schweizisk idrottare efter Alex Wilson. Reais tog även silver på 100 meter med ett lopp på 10,42 sekunder och blev endast besegrad av Silvan Wicki.
I februari 2021 tog Reais sitt fjärde raka guld på 200 meter vid schweiziska inomhusmästerskapen i Magglingen efter ett lopp på 20,97 sekunder och slog då Kevin Widmers nationsrekord från 1998. Han tog även silver på 60 meter på personbästat 6,66 sekunder och blev endast besegrad av Silvan Wicki. Följande månad tävlade Reais på 60 meter vid inomhus-EM i Toruń. Han blev utslagen i försöksheatet efter ett lopp på 6,74 sekunder och var endast två hundradelar från en semifinalplats. I juli 2021 tog Reais sin första internationella mästerskapsmedalj då han tog guld på 200 meter vid U23-EM i Tallinn med ett lopp på 20,47 sekunder. Följande månad tävlade Reais för Schweiz vid OS i Tokyo, där han blev utslagen i semifinalen på 200 meter trots ett lopp på säsongsbästat 20,44 sekunder.

### 2022–2023
I juni 2022 vid schweiziska mästerskapen i Zürich tog Reais guld på 200 meter efter ett lopp på 20,73 sekunder. Månaden därpå tävlade han vid VM i Eugene men tog sig inte vidare från försöksheatet på 200 meter efter ett lopp på 20,71 sekunder. I augusti 2022 tävlade Reais vid EM i München, där han blev utslagen i semifinalen på 200 meter. Reais var även en del av Schweiz stafettlag tillsammans med Pascal Mancini, Bradley Lestrade och Felix Svensson som slutade på femteplats och noterade ett nytt nationsrekord på 4×100 meter.
I juli 2023 vid schweiziska mästerskapen i Bellinzona tog Reais guld på både 100 och 200 meter. Följande månad tävlade han vid VM i Budapest och blev utslagen i semifinalen på 200 meter efter ett lopp på 20,67 sekunder.

## Tävlingar

### Internationella
| År                   | Tävling                        | Plats                | Placering            | Gren                 | Tid                  |
| Tävlande för Schweiz | Tävlande för Schweiz           | Tävlande för Schweiz | Tävlande för Schweiz | Tävlande för Schweiz | Tävlande för Schweiz |
| -------------------- | ------------------------------ | -------------------- | -------------------- | -------------------- | -------------------- |
| 2018                 | Juniorvärldsmästerskapen       | Tammerfors           | 21:a (sf)            | 200 meter            | 21,51 s              |
| 2018                 | Juniorvärldsmästerskapen       | Tammerfors           | 9:e (h)              | 4×400 m stafett      | 3.09,48              |
| 2019                 | U23-europamästerskapen         | Gävle                | 14:e (sf)            | 200 meter            | 21,47 s              |
| 2021                 | Europeiska inomhusmästerskapen | Toruń                | 28:e (h)             | 60 meter             | 6,74 s               |
| 2021                 | U23-europamästerskapen         | Tallinn              | 1:a                  | 200 meter            | 20,47 s              |
| 2021                 | Olympiska sommarspelen         | Tokyo                | 17:e (sf)            | 200 meter            | 20,44 s              |
| 2022                 | Världsmästerskapen             | Eugene               | 32:a (h)             | 200 meter            | 20,71 s              |
| 2022                 | Europamästerskapen             | München              | 18:e (sf)            | 200 meter            | 20,82 s              |
| 2022                 | Europamästerskapen             | München              | 5:e                  | 4×100 m stafett      | 38,36 s              |
| 2024                 | Europamästerskapen             | Rom                  | 14:e (sf)            | 100 meter            | 10,32 s              |
| 2024                 | Europamästerskapen             | Rom                  | 3:e                  | 200 meter            | 20,47 s              |
| 2024                 | Europamästerskapen             | Rom                  | 5:e                  | 4×100 m stafett      | 38,68 s              |

### Nationella
| - Schweiziska friidrottsmästerskapen (utomhus): - 2019: Silver – 200 meter (20,85 sekunder, Basel) - 2020: Guld – 200 meter (20,24 sekunder, Basel) - 2020: Silver – 100 meter (10,42 sekunder, Basel) - 2022: Guld – 200 meter (20,73 sekunder, Zürich) - 2023: Guld – 100 meter (10,22 sekunder, Bellinzona) - 2023: Guld – 200 meter (20,39 sekunder, Bellinzona) | - Schweiziska friidrottsmästerskapen (inomhus): - 2018: Guld – 200 meter (21,39 sekunder, Magglingen) - 2019: Guld – 200 meter (21,81 sekunder, St. Gallen) - 2020: Guld – 200 meter (21,15 sekunder, St. Gallen) - 2021: Guld – 200 meter (20,97 sekunder, Magglingen) - 2021: Silver – 60 meter (6,66 sekunder, Magglingen) |

## Personliga rekord
| Utomhus - 100 meter – 10,20 s (Nottwil, 4 september 2021) - 200 meter – 20,24 s (Basel, 12 september 2020) - 400 meter – 46,39 s (Bellinzona, 15 september 2020) | Inomhus - 60 meter – 6,66 s (Magglingen, 20 februari 2021) - 200 meter – 20,97 s (Magglingen, 21 februari 2021) |